# Polyommatus ellisi
Polyommatus ellisi är en fjärilsart som beskrevs av Marshall 1882. Polyommatus ellisi ingår i släktet Polyommatus och familjen juvelvingar. Inga underarter finns listade i Catalogue of Life.